# Wincenty Przeciszewski
Wincenty Przeciszewski herbu Grzymała – ciwun szawdowski w latach 1788–1793, ciwun tendziagolski w latach 1787–1788, ciwun korszewski w latach 1780–1787.
Poseł na sejm 1782 roku z Księstwa Żmudzkiego.